# Номерні знаки Беніну

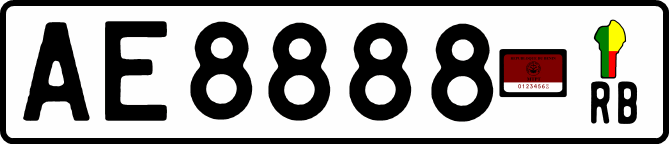
Регулярний номер

Код Беніну для міжнародного руху ТЗ — (DY) — Дагомея. На номерних знаках неофіційно використовується код (RB).

## Регулярні номерні знаки
Номерні знаки Беніну мають європейську форму та розміри. Існують однорядкові та дворядкові номерні знаки.
Чинну схему регулярних номерних знаків для приватного транспорту Беніну запроваджено на початку 1990-х років. Вона має формат А1234, пізніше АБ1234, де АБ — серія, 1234 — номер. Регулярні пластини мають біле тло з чорними знаками. В правому боці пластини розташовано зображення мапи країни у кольорах державного прапору під яким розташовано код RB. Між основною групою символів і кодом розташовується прямокутна наліпка. Існує дворядкова версія таких номерних знаків формату АБ/1234. Номерні знаки для мотоциклів — дворядкові формату 1А/2345, де 1А — серія, 2345 — номер. Регіональне кодування відсутнє.

## Інші формати

### Комерційний транспорт

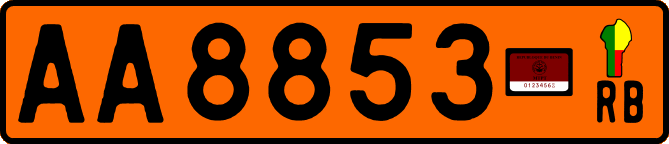
Номерний знак комерційного транспорту

Комерційний транспорт має номерні знаки із чорними символами на помаранчевому тлі. Формат номерних знаків є аналогічним до регулярних. В правому боці пластини розташовано зображення мапи країни у кольорах державного прапору під яким розташовано код RB. Між основною групою символів і кодом розташовується прямокутна наліпка.

### Державний транспорт
Державний транспорт має номерні знаки із білими символами на синьому тлі. Формат номерних знаків є аналогічним до регулярних. В правому боці пластини розташовано зображення мапи країни у кольорах державного прапору під яким розташовано код RB. Між основною групою символів і кодом розташовується прямокутна наліпка. Номерні знаки для мотоциклів — дворядкові формату 1А/2345, де 1А — серія, 2345 — номер, мають білі символи на червоному тлі.

### Урядовий транспорт
Урядовий транспорт має номерні знаки із білими символами на синьому тлі. Формат номерних знаків має вигляд OFFICIEL123, де 123 — номер. В правому боці пластини розташовано зображення мапи країни у кольорах державного прапору під яким розташовано код RB.

### Дипломатичні номерні знаки

#### Вищі посадові особи дипломатичних місій
Номерні знаки вищих посадових осіб дипломатичних місій мають білі символи на зеленому тлі та формат 123CMD, де 123 — код країни, CMD — покажчик посади голови дипломатичної місії. В правому боці пластини розташовано зображення мапи країни у кольорах державного прапору під яким розташовано код RB. Між основною групою символів і кодом розташовується прямокутна наліпка.

#### Інші дипломатичні працівники
Номерні знаки інших посадових осіб дипломатичних місій мають білі символи на зеленому тлі та формат 12CD34 де 12 — код країни, CD — покажчик посади дипломатичного персоналу, 34 — номер. В правому боці пластини розташовано зображення мапи країни у кольорах державного прапору під яким розташовано код RB. Між основною групою символів і кодом розташовується прямокутна наліпка.

#### Міжнародні організації та ООН
Номерні знаки посадових осіб міжнародних організацій та ООН мають білі символи на зеленому тлі та формат 123АБ34 де 123 — код організації, АБ — покажчик (NU — ООН, ОІ — міжнародна організація), 34 — номер. В правому боці пластини розташовано зображення мапи країни у кольорах державного прапору під яким розташовано код RB. Між основною групою символів і кодом розташовується прямокутна наліпка.

#### Неурядові міжнародні організації
Номерні знаки неурядових міжнародних організацій мають жовті символи на зеленому тлі та формат 123ONG де 123 — номер, ONG — покажчик міжнародної неурядової організації. В правому боці пластини розташовано зображення мапи країни у кольорах державного прапору під яким розташовано код RB. Між основною групою символів і кодом розташовується прямокутна наліпка.

#### Адміністративний і технічний персонал
Номерні знаки адміністративного і технічного персоналу мають жовті символи на зеленому тлі та формат АБ1234АТ де АБ — серія, 1234 — номер, АТ — покажчик адміністративного і технічного персоналу. В правому боці пластини розташовано зображення мапи країни у кольорах державного прапору під яким розташовано код RB. Між основною групою символів і кодом розташовується прямокутна наліпка.